# Drasteria media
Drasteria media är en fjärilsart som beskrevs av Morrison 1875. Drasteria media ingår i släktet Drasteria och familjen nattflyn. Inga underarter finns listade i Catalogue of Life.